# Celalettin Kesim

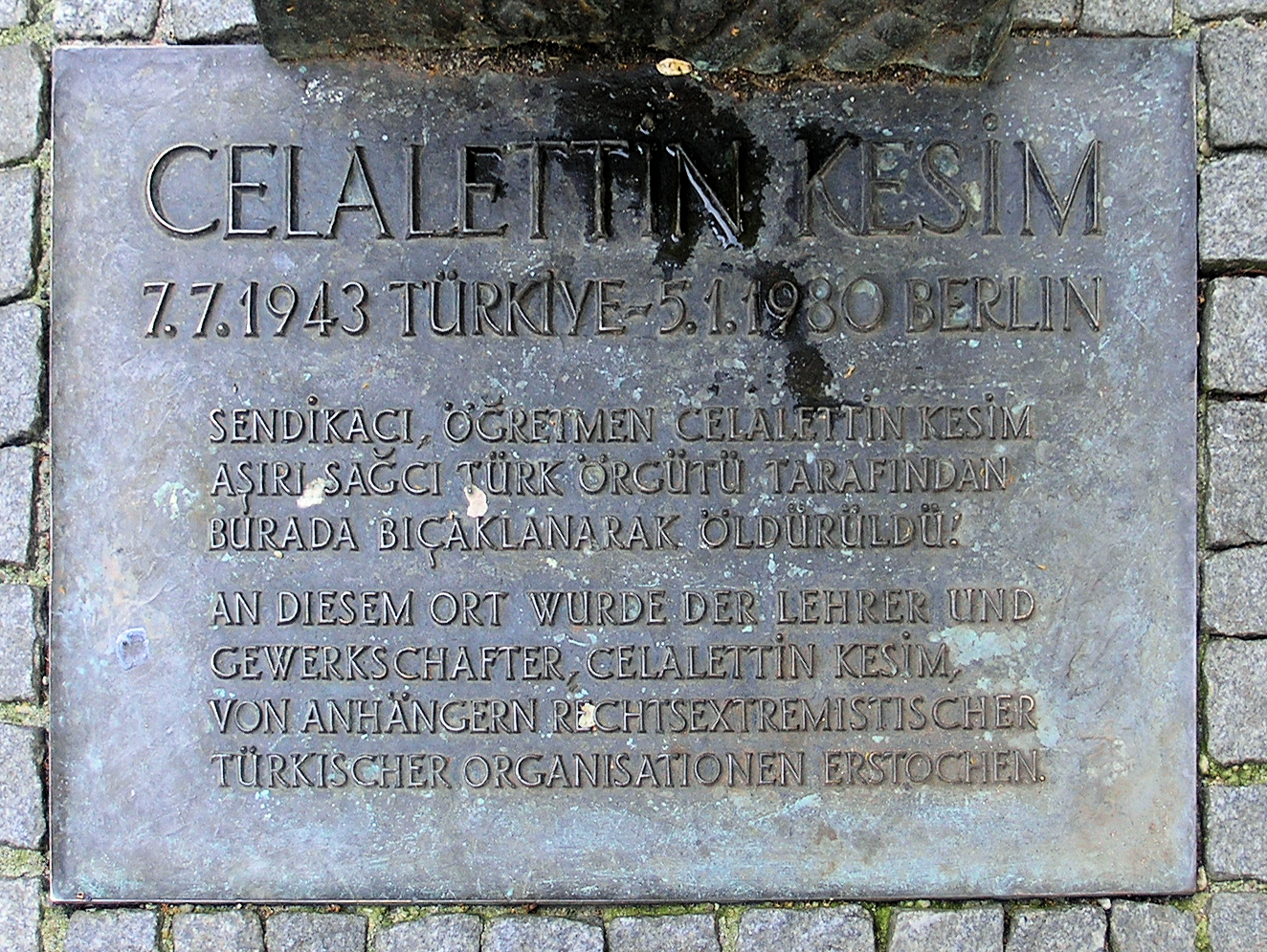
Gedenktafel zur Erinnerung an Celalettin Kesim

Celalettin Kesim (* 7. Juli 1943; † 5. Januar 1980 in West-Berlin, Deutschland) war ein türkischer Kommunist, Lehrer und Sekretär des Berliner Türkenzentrums. Er wurde am 5. Januar 1980 in Berlin, am Kottbusser Tor, bei einer Protestaktion gegen die damals drohende Militärdiktatur in der Türkei von türkischen Neofaschisten und islamischen Fundamentalisten ermordet.

## Leben
Kesim kam 1973 aus der Türkei nach West-Berlin. Er arbeitete bei Borsig als Dreher, war Vertrauensmann der IG Metall und lehrte türkische Volksmusik an einer Volkshochschule. Später war er Lehrer an einer Berufsschule.
Am 5. Januar 1980 wurden etwa 40 Aktivisten des politisch linksorientierten Türkenzentrums, die am Kottbusser Tor Flugblätter verteilten, von etwa 70 türkischen Neo-Faschisten der Grauen Wölfe und islamischen Fundamentalisten überfallen, die aus der benachbarten Mevlana-Moschee kamen und mit Ketten, Schlagstöcken und Messern auf sie einschlugen. Dabei wurde Celalettin Kesim durch einen Messerstich in den Oberschenkel verletzt. Einige seiner Genossen schleppten Kesim bis zur Kottbusser Brücke. Eine halbe Stunde nach dem Angriff trafen Sicherheitskräfte ein. Ein Feuerwehrwagen brachte Kesim in das Urban-Krankenhaus, wo sein Tod festgestellt wurde. Sieben Tatverdächtige wurden nach der Straßenschlacht festgenommen.

## Gedenken

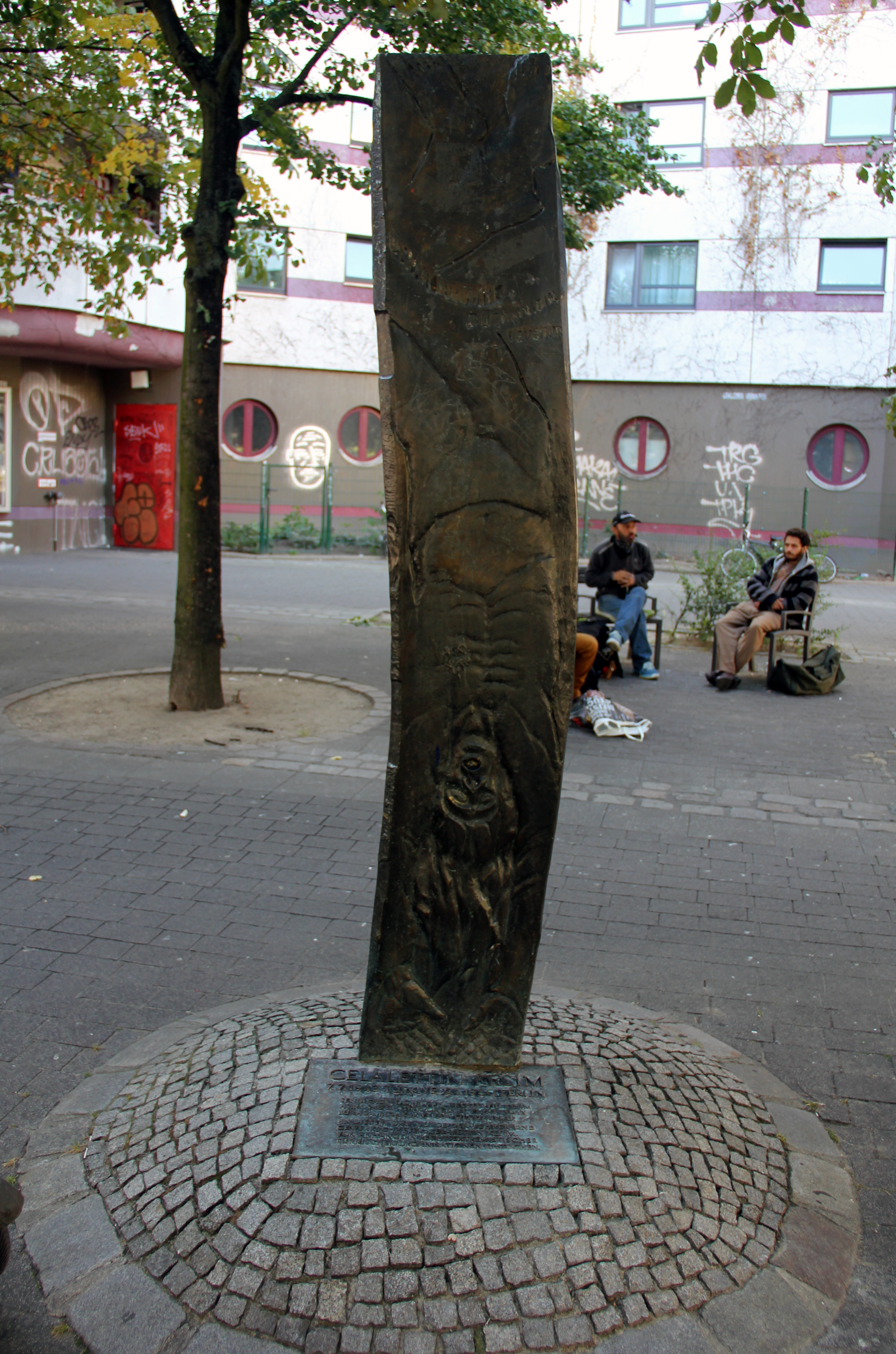
Stele für Celalettin Kesim, Kottbusser Tor, in Berlin-Kreuzberg

An der Trauerfeier für Kesim nahmen 3.000 Menschen teil, 11.000 beteiligten sich an der anschließenden Gedenkdemonstration.
An Kesim erinnert eine Gedenktafel an der Ecke Reichenberger und Kottbusser Straße. Anfang der 1990er Jahre wurde zudem eine von Hanefi Yeter geschaffene Gedenkstele zu seinem Andenken errichtet.
Aktivitäten türkischer Rechtsextremisten in Deutschland veranlassten 2008 die Bundestagsabgeordneten Ulla Jelpke, Sevim Dağdelen und Wolfgang Nešković zu einer Kleinen Anfrage an die Bundesregierung, in der auch der Fall Kesim genannt wurde.

## Video
- Celalettin Kesim, Berlin, 1980..., 4.39 Minuten